# Marcus Landry
Marcus Landry (ur. 1 listopada 1985 w Milwaukee) – amerykański koszykarz, występujący na pozycji niskiego skrzydłowego, obecnie zawodnik Goyang Orions.
Przez lata występował w letniej lidze NBA. Reprezentował Sacramento Kings (2009), Indianę Pacers (2010), New York Knicks (2010), Phoenix Suns (2012), Los Angeles Lakers (2013).
W NBA występował także jego starszy brat Carl (Rockets, Kings, Hornets, Warriors, 76ers).

## Osiągnięcia
Stan na 1 grudnia 2019, na podstawie, o ile nie zaznaczono inaczej.
NCAA
- Uczestnik:
  - rozgrywek:
    - Sweet 16 turnieju NCAA (2008)
    - turnieju NCAA (2006–2009)

  - meczu gwiazd NCAA – Reese's College All-Star Game (2009)
  - Portsmouth Invitational Tournament (2009)
- Mistrz:
  - sezonu zasadniczego konferencji Big 10 (2008)
  - turnieju konferencji Big 10 (2008)
- MVP turnieju konferencji Big 10 (2008)[4]
- Zaliczony do:
  - I składu Big 10 (2008)
  - II składu Big 10 (2008, 2009)

Drużynowe
- 3. miejsce podczas mistrzostw Włoch (2018)
- Finalista pucharu Włoch (2018)

Indywidualne
- MVP:
  - ligi włoskiej (2017)
  - kolejki D-League (18.01.2011)
- Zwycięzca konkursu rzutów za 3 punkty D-League (2013)
- Zaliczony do:
  - II składu turnieju NBA D-League Showcase (2013)
  - składu honorable mention D-League (2011)
- Uczestnik:
  - meczu gwiazd D-League (2011, 2013)
  - konkursu rzutów za 3 punkty:
    - D-League (2011, 2013)
    - podczas turnieju NBA D-League Showcase (2013)
- Lider strzelców ligi włoskiej (2017)